# Enderleinellus blagoveshtchenskyi
Enderleinellus blagoveshtchenskyi är en insektsart som beskrevs av Sosnina och Ozerova 1988. Enderleinellus blagoveshtchenskyi ingår i släktet Enderleinellus och familjen ekorrlöss. Inga underarter finns listade i Catalogue of Life.